# Agar (personnage coranique)
Pour les articles homonymes, voir Agar.
Cet article traite du personnage Agar dans le Coran. Voir Agar (personnage biblique) pour le personnage dans la Bible.

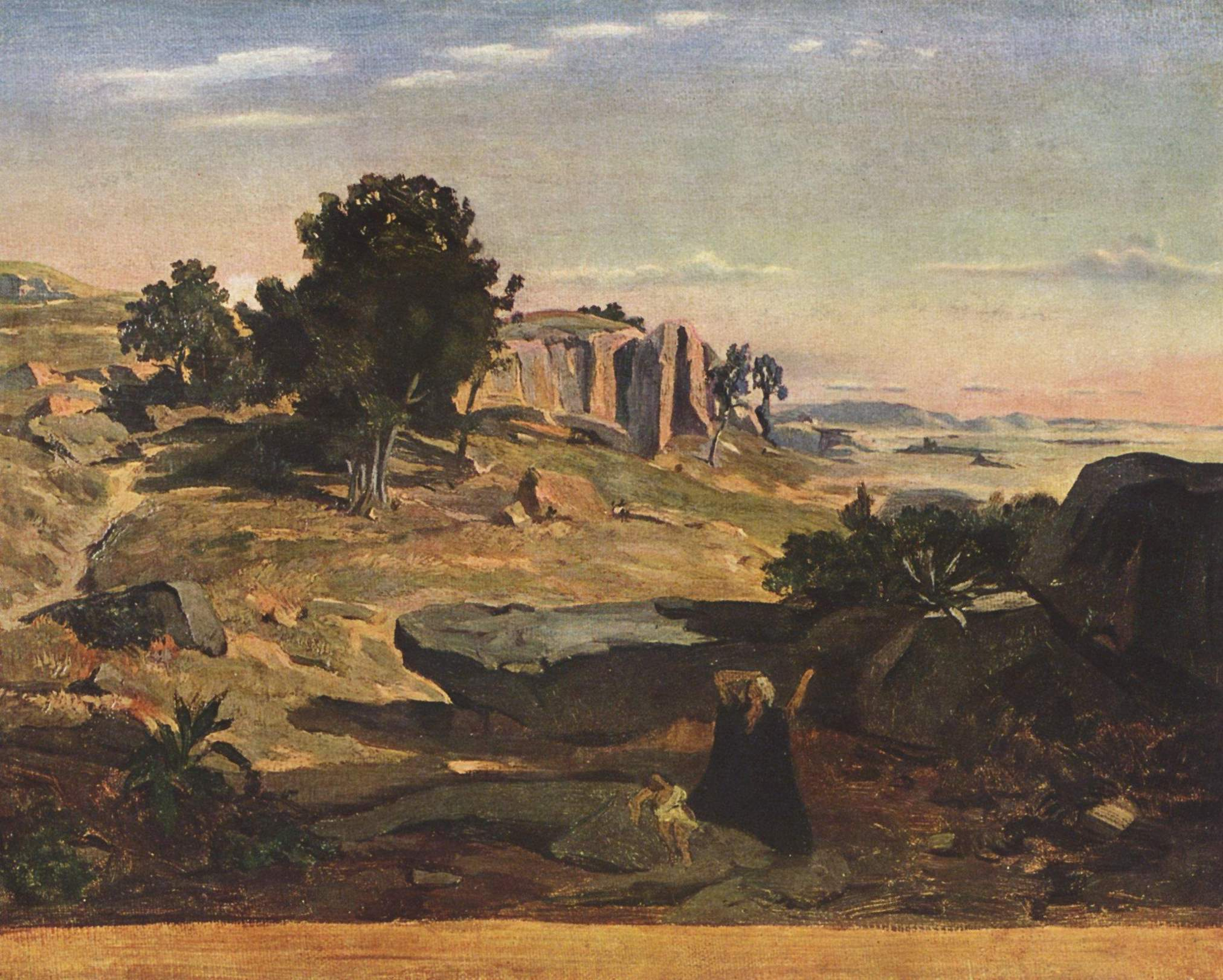
Agar dans le désert par Corot

Agar ou Hagar (en arabe : هاجر : Hajar) est un personnage de la tradition islamique, mentionnée dans la tradition musulmane. 
Agar, comme Sarah, n'est pas mentionnée directement par son nom dans le Coran mais son histoire est détaillée dans la sourate Ibrahim où Abraham évoque une partie de sa descendance qu'il a établie en Arabie : « ô notre Seigneur, j’ai établi une partie de ma descendance dans une vallée sans agriculture, près de Ta Maison sacrée. »
Selon certaines traditions, son nom en arabe (Hājar) viendrait de la contraction de ha ajruka qui signifierait « Voici ta récompense ».
Agar serait issue d'une noble famille égyptienne et serait de la descendance de Salih, un des prophètes cités par le Coran. Son père aurait été tué par un pharaon du nom de Dhu-l-`arsh, puis elle aurait été capturée et prise comme esclave. Plus tard, en raison de son sang royal, elle aurait été promue maîtresse des autres femmes esclaves (harem) du pharaon et aurait eu accès à toute sa richesse. Néanmoins, cette version sur les origines arabes de Hajar est incohérente et peu vraisemblable car Hajar ne peut être elle-même arabe descendante de Salih et dans le même temps son fils Ismaël ne pas être considéré comme un Arabe car s'étant arabisé au contact du groupe de Banû Jur'hum (originaires du Sud de l'Arabie). 
Sarah, première épouse d'Abraham et réputée pour sa beauté, attire l'attention du pharaon, qui tente alors d'abuser d'elle. Dieu intervient et le pharaon, paralysé, ne parvient pas à la toucher. Il rend à Abraham son épouse et lui offre de nombreux présents qu'Abraham refuse d'accepter. Alors il propose à Sarah de prendre une servante parmi les quatre cents jeunes filles de son royaume. Sarah choisira Agar à la suite de sa conversion à la foi d'Abraham. Elle l'apprécie dès leur première rencontre. Toutefois, un autre récit de la tradition islamique précise que c'est le pharaon qui suggéra à Abraham de prendre Agar car il croyait que celui-ci n'était pas marié, étant donné qu'Abraham avait présenté sa femme comme étant sa sœur et non pas son épouse.
Sarah qui était stérile, encouragea plus tard son mari à s'unir avec Agar pour avoir un enfant. Ils nommèrent ce fils Ismaël (arabe : إسماعيل, Isma`il). Selon Ibn `Abbas, sa naissance causa des différends entre Agar et Sarah, cette dernière étant alors encore stérile.

## Exil dans le désert

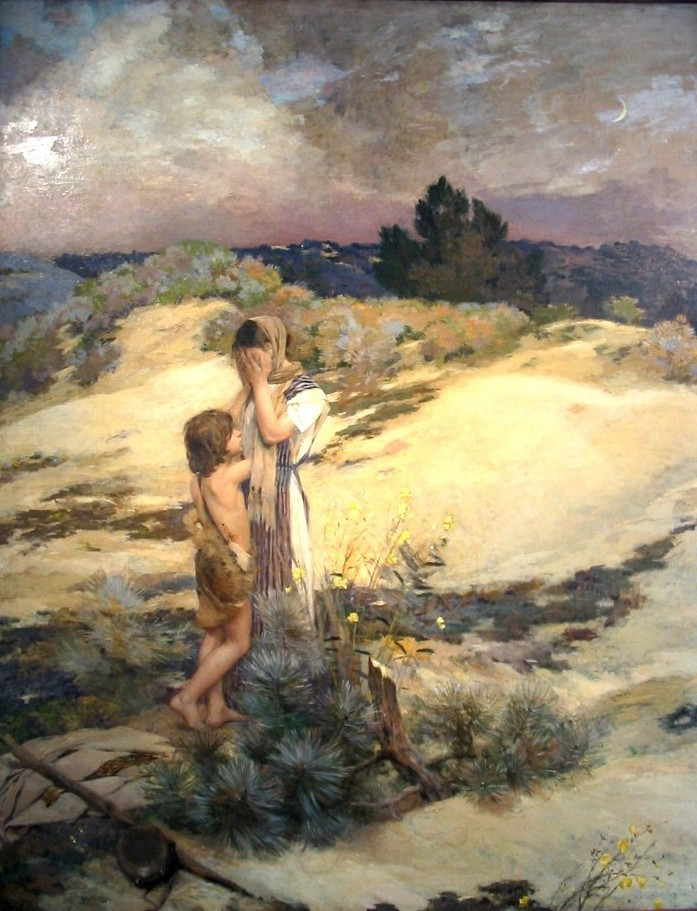
Agar et Ismael par J-Ch. Cazin, av. 1880

Abraham (ou Ibrahim en arabe) emmena Agar et son fils dans une région appelée Paran-aram (en arabe : Faran). « L'objectif de ce voyage était de réinstaller Agar ailleurs plutôt que de l'expulser ». Abraham laissa Agar et Ismaël sous un arbre qui leur fournirait de l'eau. Agar, apprenant que Dieu avait commandé à Abraham de la laisser dans le désert de Paran, respecta sa décision. Les musulmans croient que Dieu commanda à Abraham de laisser Agar afin de tester son obéissance aux ordres de Dieu. Cependant, bientôt, Agar viendra à manquer d'eau, et Ismaël, qui était encore bébé, commença à agoniser. Agar, selon la tradition islamique, fut prise de panique et erra dans le désert afin de trouver de l'eau. Elle escalada les deux montagnes voisines à plusieurs reprises dans le but de rechercher une personne susceptible de l'aider, ou d'apercevoir une caravane. Après qu'elle eut effectué ce parcours sept fois, une source miraculeuse, dont l'eau jaillit abondamment de la terre, apparut aux pieds de son bébé. Cette source, qui fut appelée le puits de Zamzam, est située à quelques mètres de la Kaaba dans la grande mosquée de La Mecque.
Ce périple qu'Agar dut endurer est reproduit chaque année par les pèlerins musulmans lors du hajj à La Mecque au cours d'une journée spécifique entre Safâ et Marwah (saʿīy, سَعْيي, « course, effort, recherche »).
Les caravaniers, guidés par les oiseaux qui avaient repéré la source d'eau, vinrent à elle. Agar qui put profiter de la source et en devenir propriétaire, avait le droit de décider qui l'utilise et qui doit s'installer autour. La tradition raconte que c'est comme cela que la vallée aride commença à se peupler.
Abraham revint plus tard dans le désert d'Arabie pour rejoindre Agar et son fils Ismaël. Ils se rendirent sur les vestiges de la Kaaba, qui n'existait pas à cette époque, mais qui est considérée par les musulmans comme ayant été jadis bâtie par Adam lui-même et qui fut détruite pendant le Déluge, au temps de Noé. Abraham et Ismaël furent alors chargés de reconstruire le sanctuaire afin de permettre aux croyants de venir y prier jusqu'à ce que la Mecque se reforme petit à petit.
Mahomet serait le descendant direct d'Ismaël[réf. souhaitée], fils d'Abraham et Agar, tandis que Moïse serait le descendant d'Isaac, fils d'Abraham et de Sarah. On trouve aussi dans l'encyclopédie Lisân al-`Arab que l'une des plus anciennes tribus arabes porte le nom de « Banou Hâjar » dont les descendants existent encore de nos jours.

## Hajj

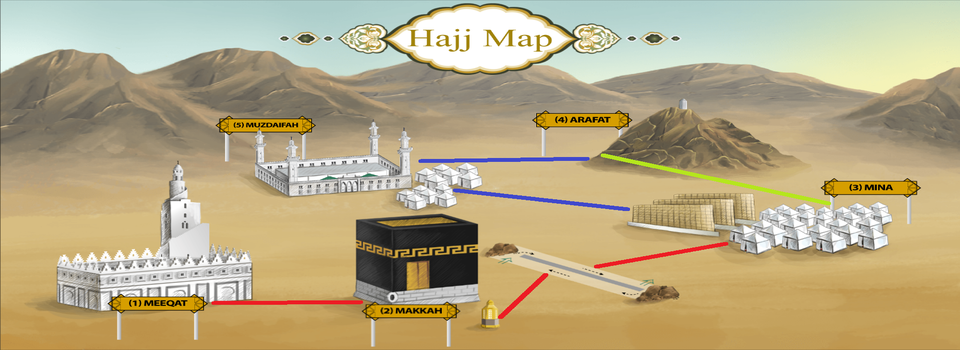
Plan du Hajj

L'histoire d'Agar se développa en un rituel musulman lors du pèlerinage à La Mecque et est plus connue sous le nom de sa`î (de l'arabe سَعِي, « course, effort, recherche »). Durant les deux pèlerinages musulmans (le hajj et la `oumra), les pèlerins se doivent de marcher entre les deux collines sept fois en mémoire du périple d'Agar, lorsqu'elle tenta de trouver l'eau pour son fils en courant entre les deux collines Safâ et Marwah à de multiples reprises. Le rite symbolise la célébration de la maternité dans l'islam.
Pour accomplir ce rite, les musulmans boivent du puits de Zamzam dont ils rapporteront souvent une partie de l'eau sacrée.